# Utøya, 22 de julio
Utøya, 22 de julio (título original en noruego : Utøya 22. juli )  es una película dramática noruega del 2018, dirigida por Erik Poppe y escrita por Anna Bache-Wiig y Siv Rajendram Eliassen . Se basa en la masacre del campamento de verano en la isla de Utøya que tuvo lugar el 22 de julio de 2011, pero con un uso ficticio de la identidad de los personajes. 
El propósito de la obra es promover la comprensión mostrando la masacre desde la perspectiva de las víctimas. Los personajes carecen de la información completa que tenemos ahora una vez realizado el juicio, y las puestas en común, muy similar a lo que vivieron las víctimas de la masacre. La película se creó en estrecho diálogo con más de 40 supervivientes, para conseguir que la acción fuera lo más parecido a la realidad. Se rodó en tiempo real en una sola toma, siguiendo en todo momento el personaje de Kaja desde la perspectiva de tercera persona, antes y durante de los 72 minutos del ataque. Anders Behring Breivik es una figura en la periferia de toda la película y sólo se ve brevemente en dos ocasiones. 

## Trama
Kaja asiste a un campamento de verano del Partido Laborista noruego en Utøya junto a su hermana menor Emilie. El 22 de julio, los participantes reciben noticias de que explota una bomba en el barrio gubernamental de Oslo, pero creen que están seguros siempre que estén en una isla. Tras unos momentos de tranquilidad, se escuchan disparos alejados que hace que reine el desconcierto entre los campistas, puesto que queda claro que no es un simulacro.
Al principio, la mayoría de los campistas intentan esconderse en el edificio principal del campo cerrando la puerta acristalada con llave, pero después huyen hacia el bosque cercano. Mientras se esconden detrás de los árboles, Kaja y sus amigos llaman al 112, la policía afirma estar de camino y confirma que no se trata de un simulacro. Deciden buscar el agua para nadar y alcanzar la seguridad, pero Kaja corre hacia el campamento a buscar a Emilie. Kaja encuentra a un chico llamado Tobias, a quien convence de huir al bosque. Kaja no puede encontrar a Emilie en su tienda, y además está el móvil de Emily con lo que es inútil llamarla, vuelve al bosque a buscarla.
Kaja se encuentra con una joven que ha sido herida de bala e intenta consolarla e intenta parar la hemorragia de sus heridas con su chaqueta. Las granadas de humo llenan el bosque y la niña muere pidiendo ayuda a su madre. Kaja empieza a correr hacia la costa encontrando diferentes grupos pequeños refugiados en la brechas de los acantilados. Kaja encuentra en el Magnus, un nuevo campista que había conocido durante el día, con otros dos campistas a lo largo de la costa de la isla. Magnus intenta desactivar la situación y explicar chistes para alegrar el estado de ánimo, pero los otros dos no se lo toman a la ligera. Más tarde, ven un gran número de campistas corriendo en el lago, y los otros dos campistas abandonan Kaja y Magnus. Luego la pareja hablan sobre lo que quieren ser de mayores; Kaja quiere ser primera ministra de Noruega y Magnus, actor. Continuan hablando de sus gustos y Magnus descubre que a Kaja le gusta cantar, Kaja canta una canción que hace que una chica escondida entre los matorrales más arriba la identifique y le pregunte por su situación.
Después de un tiroteo cercano a su posición que hace que la pareja se esconda pegada al acantilado, Kaja sale de nuevo a encontrar a su hermana. Una vez en la playa, descubre cadáveres dispersos por la costa, incluido el del Tobias. Kaja se obsesiona por el hecho que le había dicho que se quitara su chubasquero amarillo y colapsa. Magnus llega hasta ella. Se ve un pequeño barco a lo lejos, y Magnus la intenta convencer para que vaya con él, pero el asesino la dispara y cae al suelo. Llama desesperadamente por Magnus y vuelve a recibir un disparo, esta vez mortal. Entonces, la perspectiva cambia a la de Magnus, este sale corriendo y llega a la barca fueraborda con otros supervivientes que consiguen subir. Mientras el barco se aleja de la isla se ve que hay otras personas refugiadas en los acantilados. Magnus empieza a llorar. A continuación, se revela que Emily está en ese barco e intenta ayudar a una persona herida grave. La pantalla se vuelve negra.
Por último, un epílogo en un texto enumera el número de víctimas y describe las motivaciones del asesino. Termina con una advertencia del aumento de la ultraderecha  y que existe un apoyo creciente a los postulados políticos y a los discursos de odio del asesino Anders Behring Breivik .

## Reparto
- Andrea Berntzen como Kaja
- Aleksander Holmen como Magnus
- Brede Fristad como Petter
- Elli Rhiannon Müller Osbourne como Emilie
- Solveo Koløen Birkeland como niña herida
- Magnus Moen como Tobias
- Jenny Svennevig como Oda
- Ingeborg Enes Kjevik como Kristine
- Sorosh Sadat como Issa
- Ada Eide como Caroline
- Mariann Gjerdsbakk como Silje
- Daniel Sang Tran como Even
- Torkel Dommersnes Soldal como Herman
- Karoline Schau como Sigrid
- Tamanna Agnihotri como Halima

## Recepción

### Crítica
La recepción crítica de la película fue mayoritariamente positiva. En  Rotten Tomatoes obtuvo una calificación de aprobación del 83% y una puntuación media de 7,07/10, basada en 46 reseñas de críticos.

### Premios y nominaciones
La película fue seleccionada para competir para el Oso de Oro en la sección principal del concurso del 68 Festival Internacional de Cine de Berlín. La obra recibió ocho nominaciones a los premios Amanda durante el Festival Internacional de Cine Noruego de 2018, ganando en las categorías de mejor actriz (Andrea Berntzen) y mejor actriz secundaria (Solveig Koløen Birkeland). En los Premios del Cine Europeo de 2018, organizados en Sevilla, Martin Otterbeck ganó el premio a la mejor fotografía.